# Erich Schmitt (Karikaturist)
Erich Schmitt (* 11. März 1924 in Berlin; † 29. Dezember 1984 ebenda) war ein deutscher Pressezeichner, Karikaturist, Cartoonist, Comiczeichner und Buchillustrator. Seine Bildgeschichten waren in der DDR sehr populär, wozu auch die unverkennbare Darstellungsweise der Figuren beitrug.

## Leben und Werk
Geboren wird der Sohn eines Postschaffners in Berlin im Viertel am alten Schlesischen Bahnhof, dem heutigen Ostbahnhof. Schon als Vierjähriger soll er talentiert auf dem häuslichen Fußboden mit Kreide ein Pferd gezeichnet haben. Ab 1930 besucht er in Berlin-Charlottenburg die Volksschule – zufällig zusammen mit Hans Joachim Stenzel, der später in Westberlin ein bekannter Karikaturist wird. Danach erlernt er den Beruf eines Maschinenschlossers.

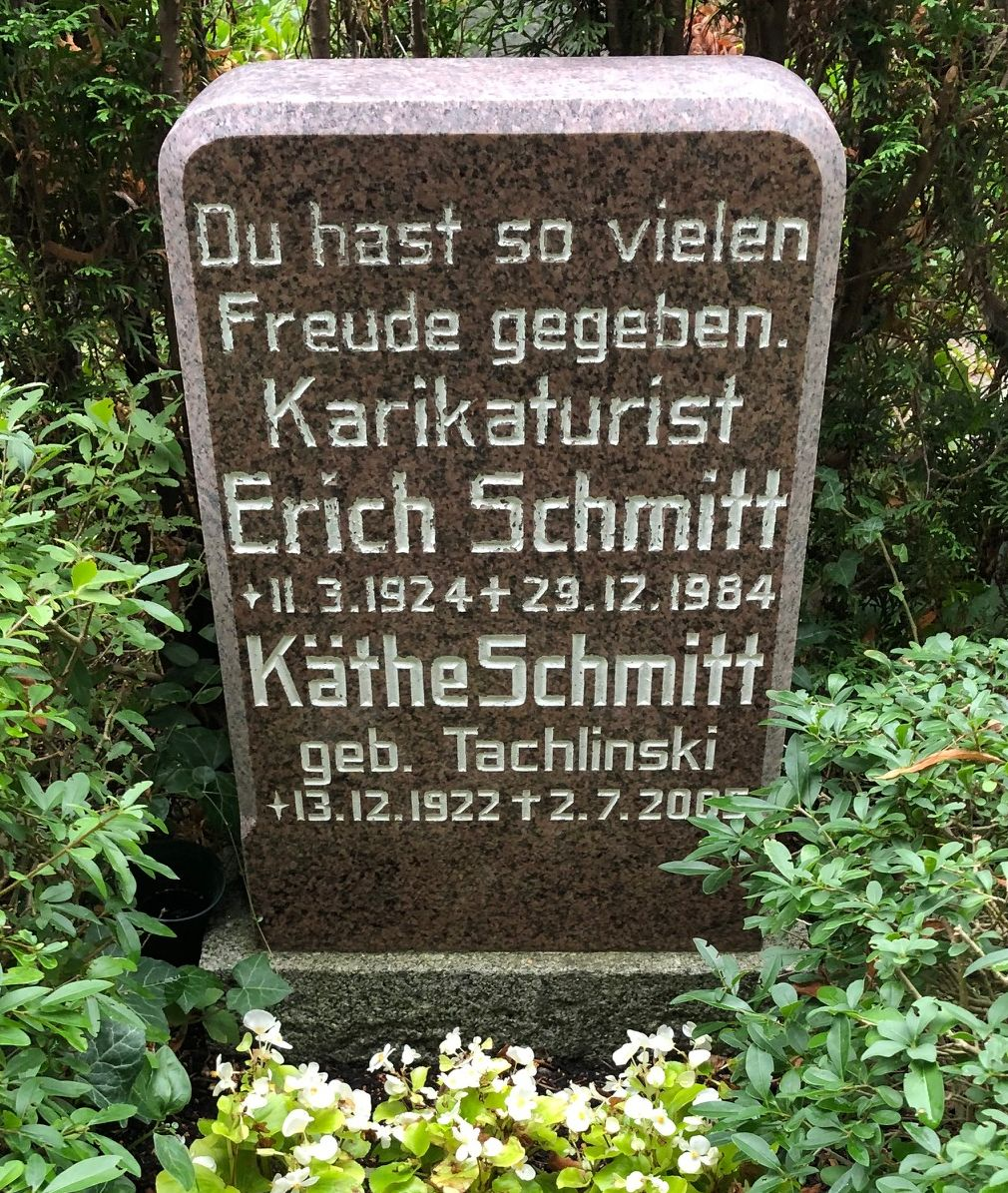
Die Grabstelle von Erich Schmitt auf dem Berliner Georgen-Parochial-Friedhof II

Im Zweiten Weltkrieg wird er zur Kriegsmarine an der Ostsee einberufen. Er gerät in Kriegsgefangenschaft und wird 1946 in Schleswig-Holstein entlassen, wo er seine spätere Ehefrau Katharina kennenlernt. 1947 kehrt er nach Berlin zurück, arbeitet zunächst wieder als Schlosser und beginnt, sich eine Existenz als Karikaturist aufzubauen. Als Autodidakt veröffentlicht er Karikaturen in der Zeitschrift Start, Illustriertes Blatt der jungen Generation.
1948 bis 1950 besucht er Kurse des von A. S. Skid (eigentlich Fritz Albrecht) gegründeten Privatinstituts für Pressezeichner in Berlin-Halensee. Als solcher ist er ab 1948 bei der Berliner Zeitung fest angestellt, in der bald täglich eine politische Karikatur von ihm erscheint und deren Gesicht er so über Jahrzehnte originell mitgestaltet.
Darüber hinaus zeichnet er ab Anfang der 1950er Jahre zahlreiche humoristische Cartoons und Bildgeschichten, die nicht nur in der Berliner Zeitung, sondern auch im Frischen Wind, dessen Nachfolger Eulenspiegel, der Wochenpost, der Freien Welt u. a. erscheinen. Dabei nimmt er Kuriositäten und kritikwürdige Momente des DDR-Alltags heiter und mit Berliner Witz und Schnauze aufs Korn. Die Geschichten mit den von ihm erschaffenen Figuren Archenchef Noah, Kuno Wimmerzahn, Schwester Monika, Seejungfrau Nixi, Adam und Evchen, Roboterkollege Blech, Weltraumabenteurer Karl Gabel, Tierpark-Ede, aber auch seine farbigen Serien für Kinder wie Benjamin und Benjamin erreichten einen hohen Beliebtheits- und Bekanntheitsgrad und werden auch in Buchform immer wieder neu herausgebracht. Der 1968 erscheinende Sammelband Das Dicke-Schmitt-Buch wird ebenfalls bis Ende der 1990er Jahre wiederholt neu aufgelegt.
Für etliche Buchausgaben der DDR arbeitet Schmitt auch als Illustrator. Insgesamt entstehen so über 10.000 Zeichnungen. Der untersetzte Mann mit rundem Bauch und Schnurrbart – so karikiert er sich auch selbst – verändert seinen ausgeprägten Stil nie. Seine Figuren bezeichnet er selbst als „Männekens“. Er begeistert sich für Weltraumthemen und hält sich am liebsten im Berliner Tierpark auf. Er wohnt in den 1950er Jahren am Strausberger Platz in Berlin-Friedrichshain.
1960 wird er mit der Franz-Mehring-Ehrennadel ausgezeichnet. Es folgen 1969 der Orden Banner der Arbeit und 1971 der Goethe-Preis der Stadt Berlin. 1981 wird sein Schaffen mit dem Vaterländischen Verdienstorden in Silber gewürdigt, den er schon 1965 in Bronze erhalten hatte. Er war Mitglied des Verbandes Bildender Künstler der DDR.
Schmitts Söhne Thomas Schmitt und Ulrich Sturm sind ebenfalls Comiczeichner.

## Ehrungen
Anlässlich des 100. Geburtstags von Schmitt veröffentlichte das Comic-Museum Neubrandenburg parallel zu einer Personalausstellung mit Werken des Künstlers einen Hommage-Band in Form einer Comic- und Cartoon-Anthologie mit dem Titel 100 Jahre Erich Schmitt. Eine Hommage (ISBN 978-3-948995-23-2) unter der Beteiligung von 47 deutschen Künstlern. 
Das Buch erhielt eine Nominierung zum ICOM Independent Comic Preis 2024. 

## Veröffentlichungen (Auswahl)
- Schmitt’s Raupensammlung. Berliner Verlag, Berlin 1951.
- Die Arche Noah. Verlag der Kunst, Dresden 1953.
- Nixi. Die Lebensgeschichte einer Seejungfrau. Verlag der Kunst, Dresden 1954.
- Kuno Wimmerzahn. Verlag der Kunst, Dresden 1955.
- Schwester Monika. Eulenspiegel Verlag, Berlin 1956, Neuausgabe 2011: ISBN 978-3-359-02308-1.
- Brennpunkt Berlin. 70 Fragen und 70 Antworten zum Berlin-Problem / Alexander Martin. [Ill.: Erich Schmitt]. Kongress-Verlag, Berlin 1959.
- Oberschwester Monika. Eulenspiegel Verlag, Berlin 1960.
- Ede, der Tierparklehrling. Eulenspiegel Verlag, Berlin 1964.
- Adam und Evchen. Kollege Blech. Eulenspiegel Verlag, Berlin 1965.
- Erich Schmitt’s Berufslexikon. Eulenspiegel Verlag, Berlin 1966.
- Das dicke Schmitt-Buch. Eulenspiegel Verlag, Berlin 1968.
- Zirkus Alberto. Eulenspiegel Verlag, Berlin 1970.
- 200x Schmitt. Berliner Verlag, Berlin 1970.
- Kurschwester Monika. Eulenspiegel Verlag, Berlin 1972.
- Karl Gabels Weltraumabenteuer. Eulenspiegel Verlag, Berlin 1973, Neuausgabe 2011: ISBN 978-3-359-02309-8.
- Verschmittzter Tierpark. Berlin-Information, Berlin 1976.
- Verschmittztes Berlin. Berlin-Information, Berlin 1979.
- Karl Gabels sämtliche Weltraumabenteuer. Eulenspiegel Verlag, Berlin 1980.
- Erich Schmitt’s Freizeitlexikon. Eulenspiegel Verlag, Berlin 1982.
- Ede der Tierfänger und andere Bildgeschichten. Kinderbuchverlag, Berlin 1982.
- Ein Planet wird gesucht. Der Kinderbuchverlag, Berlin 1984.
- Benjamin und Benjamin. Der Kinderbuchverlag, Berlin 1988.
- Erich Schmitt's Tierlexikon. Eulenspiegel Verlag, Berlin 1989.

## Teilnahme an zentralen und wichtigen regionalen Ausstellungen in der DDR
- 1954: Berlin, Zentrales Haus der Deutsch-Sowjetischen Freundschaft („I. Deutsche Karikaturenausstellung“)
- 1958, 1967/1968, 1972/1973 und 1977/1978: Dresden, Vierte und VI. Deutsche Kunstausstellung und VII. und VIII. Kunstausstellung der DDR
- 1985: Erfurt, IGA („Künstler im Bündnis“)